# 鴨川北部道路
鴨川北部道路（かもがわほくぶどうろ）は、千葉県鴨川市の西条地区より東条地区に至る鴨川地区北部の基幹農道。千葉県道181号のバイパスの役割を果たす。

## 概要
当道路は1993年に事業が始まり、2000年代で部分開通を繰り返し、2009年2月25日午前10時、開通式が開かれ、全線開通となった。
当初2008年4月全通予定だったが、2005年粟斗地先で地滑りがあり部分開通の対処によるなどの影響で1年全通が延期されたが、予定より早く2月に全通した。
当道路の開通により、
- 東京方面などへとアクセスするための鴨川有料道路へ、天津小湊や勝浦方面からも交通の便が向上。
- 東京方面から、外房地域への観光利用などの交通の便の向上。
- 既存の狭隘な千葉県道181号の渋滞回避や事故防止。
- 2011年に開校した鴨川市立鴨川中学校への生徒の交通の危険などからの保護。
- 鴨川バイパスなどの慢性化している市街地の渋滞の緩和。

といったたくさんのメリットがある。また、終点から県道へとつながる市道八幡東線（2010年6月中旬開通・安房地域整備センター）によって千葉県道181号に接続された。しかし、天津バイパスとの接続がまだされていないため、勝浦方面へ行くためには立体交差に入らなければならない。今後はこの道の整備・促進が進められている。

## 沿革
- 1993年4月より　事業開始
- 2007年3月まで　部分開通　起点～打墨150m・粟斗～東町3km
- 2009年2月25日　全線開通　西側1380m・東側579m
- 2010年6月中旬　市道八幡東線開通（外房線跨線橋新設）
- 将来的には西条地区において安房地域広域農道東部線の終点、天津地区において天津バイパスに接続される予定である。

## 要目
- 総事業費　39億3400万円
- 全長　5.1km
- 起終点　千葉県道24号打墨信号交差点～和泉北信号交差点～東町地先
- 幅員　片側1車線6m　両側歩道3m
- 整備　安房農林振興センター

## 環境整備
- 当道路の沿線にソメイヨシノの幼木約150本の手入れを市内のボランティア「さくらを守る会」が行った。桜の植樹をしている市ではあるが手入れがあまりできずに、そのまま枯れてしまったりしている桜があるため、枝を払うなどの作業をした。沿線には桜が咲き誇るようになり、当道路も新しい並木風景が広がるとしている。
- 沿線の水田に地元の東条小学校の児童がゲンジボタルを放流したり、景観植物として菜の花と食用菜花を栽培、無料で摘み取り提供したこともあり、活発に環境の保全や整備を地元で実施している。

## 参考資料
- 房日新聞
  - 鴨川 北部道路が全線開通
  - 基幹農道の鴨川北部道路 25日に全線開通へ
  - 基幹農道 2月完成へ
  - 道路整備へ〝直談判〟本多市長、知事に要望 鴨川
  - 幼木450本を手入れ さくら守る会 鴨川
  - ホタル舞う里復活へ 東条地区で有志が奮闘 鴨川
  - 鴨川 455メートルの市道八幡東線完成
- その他
  - 農業振興や交通渋滞の解消をめざし　「鴨川北部道路」が完成（市サイト）[リンク切れ]
  - 平成19年第 1回定例会－03月12日-03号（議会ログ）